# Myrmelastes saturatus
El hormiguero del Roraima (Myrmelastes saturatus), es una especie de ave paseriforme de la familia Thamnophilidae perteneciente al género Myrmelastes. Hasta recientemente hizo parte del género Schistocichla, que fue todo integrado a Myrmelastes en 2013. Es nativo del escudo guayanés en Sudamérica.

## Distribución y hábitat
Se distribuye en la región de los tepuyes del sureste de Venezuela, Guyana y el extremo norte de Brasil (norte de Roraima solamente).
Esta especie es localmente bastante común en el sotobosque de selvas húmedas de tierras bajas y submontanas, de hojas anchas, particularmente en las laderas, hasta los 1700 m de altitud.

## Sistemática

### Descripción original
La especie M. saturatus fue descrita por primera vez por el zoólogo británico Osbert Salvin en 1885 bajo el nombre científico Heterocnemis saturatura; localidad tipo «Monte Roraima, 3500 feet [c. 1065 m]».

### Etimología
El nombre genérico masculino «Myrmelastes» proviene del griego «murmēx»: hormiga y «lastēs»: asaltante; significando «asaltante de hormigas»; y el nombre de la especie «saturatus», proviene del latín: intensamente colorido, de color oscuro, saturado.

### Taxonomía
La presente especie fue elevada a tal rango (antes era la subespecie Schistocichla leucostigma saturata) siguiendo a Braun et al (2005), con base en las diferencias en la voz y el plumaje, lo que fue aprobado en la Propuesta N° 240 al Comité de Clasificación de Sudamérica de la Unión americana de ornitólogos (SACC).
Los amplios estudios de Isler et al. 2013 en relación con el género Myrmeciza, demostraron que Myrmeciza hyperythra se encontraba agrupada dentro del grupo de especies (entre las cuales la presente) que entonces formaban el género Schistocichla y que todo este grupo estaba hermanado a Sclateria naevia. A todo este grupo lo denominaron un «clado Sclateria», dentro de una tribu Pyriglenini. Para resolver esta cuestión taxonómica, propusieron agrupar M. hypeythra y Schistocichla en el género resucitado Myrmelastes. En la Propuesta N° 628 al (SACC), se aprobó este cambio, junto a todos los otros envolviendo el género Myrmeciza.

### Subespecies
Según la clasificación del Congreso Ornitológico Internacional (IOC) (Versión 7.3, 2017) y Clements Checklist v.2017, se reconocen 2 subespecies, con su correspondiente distribución geográfica:
- Myrmelastes saturatus saturatus (Salvin, 1885) – vecindades del Monte Roraima, en el extremo sureste de Venezuela y centro oeste de Guyana.
- Myrmelastes saturatus obscurus (J. T. Zimmer & Phelps, Sr, 1946) – sureste de Venezuela (tepuyes del este de Bolívar excepto el monte Roraima) y adyacencias de Brasil (extremo norte de Roraima).